# Cachoeira (ort)
Cachoeira är en ort i Brasilien.   Den ligger i kommunen Cachoeira och delstaten Bahia, i den östra delen av landet, 1 000 km öster om huvudstaden Brasília. Cachoeira ligger 32 meter över havet och antalet invånare är 16 145.
Terrängen runt Cachoeira är platt åt nordväst, men åt sydost är den kuperad. Cachoeira ligger nere i en dal. Närmaste större samhälle är Cruz das Almas, 16,8 km väster om Cachoeira.
Omgivningarna runt Cachoeira är huvudsakligen savann. Runt Cachoeira är det ganska tätbefolkat, med 192 invånare per kvadratkilometer.